# لويس ألبرتو سبينيتا
لويس ألبرتو سبينيتا (بالإسبانية: Luis Alberto Spinetta)‏ (و. 1950 – 2012 م) هو ملحن، ومغني، وعازف قيثارة، وكاتب أغاني، من الأرجنتين، ولد في بوينس آيرس، توفي في بوينس آيرس، عن عمر يناهز 62 عاماً، بسبب سرطان الرئة.

## الموسيقى
في عام 1969 سجلت فرقة سبينيتا ألمندرا، ألبوم أول بعنوان ذاتي. حيث بدأوا التسجيل واللعب بشكل مكثف وبعد ذلك أصبح ناجحاً بين عشية وضحاها. تقوم فرقة ألمندرا بتأليف أغانيها الخاصة وتكتب كلماتها باللغة الإسبانية، وهو أمر جديد كلياً في تاريخ الموسيقى في الأرجنتين. بعد اثنين من الألبومات التي أصدرت مع إشادة من النقاد والنشر المستمر عبر الراديو أنقسمت الفرقة.
عاد سبينيتا إلى الأرجنتين بعد إقامة طويلة في أوروبا، وشكل فرقة جديدة Pescado Rabioso.

## ديسكوغرافيا

### ألمندرا
- Almendra (1969)
- Almendra II (1970)
- El Valle Interior (1980)
- Almendra en Obras I/II (1980)

### بيسكادو رابيوسو
- Desatormentándonos (1972)
- Pescado II (1973)
- Artaud (1973)

### إنفزبل
- Estado de coma 1974
- Invisible (1974)
- La llave del Mandala 1974
- Viejos ratones del tiempo 1974
- Durazno Sangrando (1975)
- El jardín de los presentes (1976)

### سبينيتا جادي
- Alma de Diamante (1980)
- Los Niños Que Escriben En El Cielo (1981)
- Bajo Belgrano (1983)
- Madre en Años Luz (1984)

### سبينيتا وشركاء الصحراء
- Socios del Desierto (1996)
- San Cristóforo (1998)
- Los Ojos (1999)

### سولو
- Spinettalandia y Sus Amigos - La Búsqueda de la Estrella (1971)
- Artaud 1973
- A 18´ del Sol (1977)
- Only Love Can Sustain (1979)
- Kamikaze (1982)
- Mondo Di Cromo (1982)
- Privé (1986)
- La La La (1986, مع فيتو بيز)
- Téster de Violencia (1988)
- Don Lucero (1989)
- Exactas (1990)
- Pelusón Of Milk (1991)
- Fuego Gris 1993
- Estrelicia  1997
- San Cristóforo: Un Sauna de Lava Eléctrico (1998)
- Elija y Gane 1999
- Silver Sorgo (2001)
- Argentina Sorgo Films Presenta: Spinetta Obras (2002)
- Para los Árboles (2003)
- Camalotus (2004)
- Pan (2005)
- Un Mañana (2008)
- Spinetta y las Bandas Eternas (2010)
- Los Amigo (2015)

## وصلات خارجية
- لويس ألبرتو سبينيتا على موقع IMDb (الإنجليزية)
- لويس ألبرتو سبينيتا على موقع ميوزك برينز (الإنجليزية)
- لويس ألبرتو سبينيتا على موقع أول ميوزيك (الإنجليزية)
- لويس ألبرتو سبينيتا على موقع ديسكوغز (الإنجليزية)
- لويس ألبرتو سبينيتا على موقع قاعدة بيانات الفيلم (الإنجليزية)
- الموقع الرسمي
- Biography at Rock.com.ar